# Sobór Smoleńskiej Ikony Matki Bożej w Moskwie
Sobór Smoleńskiej Ikony Matki Bożej – prawosławny sobór w Monasterze Nowodziewiczym w Moskwie.
Wznoszony w latach 1524–1525, wzorowany na kremlowskim soborze Zaśnięcia Matki Bożej. Znajduje się na samym środku dziedzińca klasztornego.

## Architektura

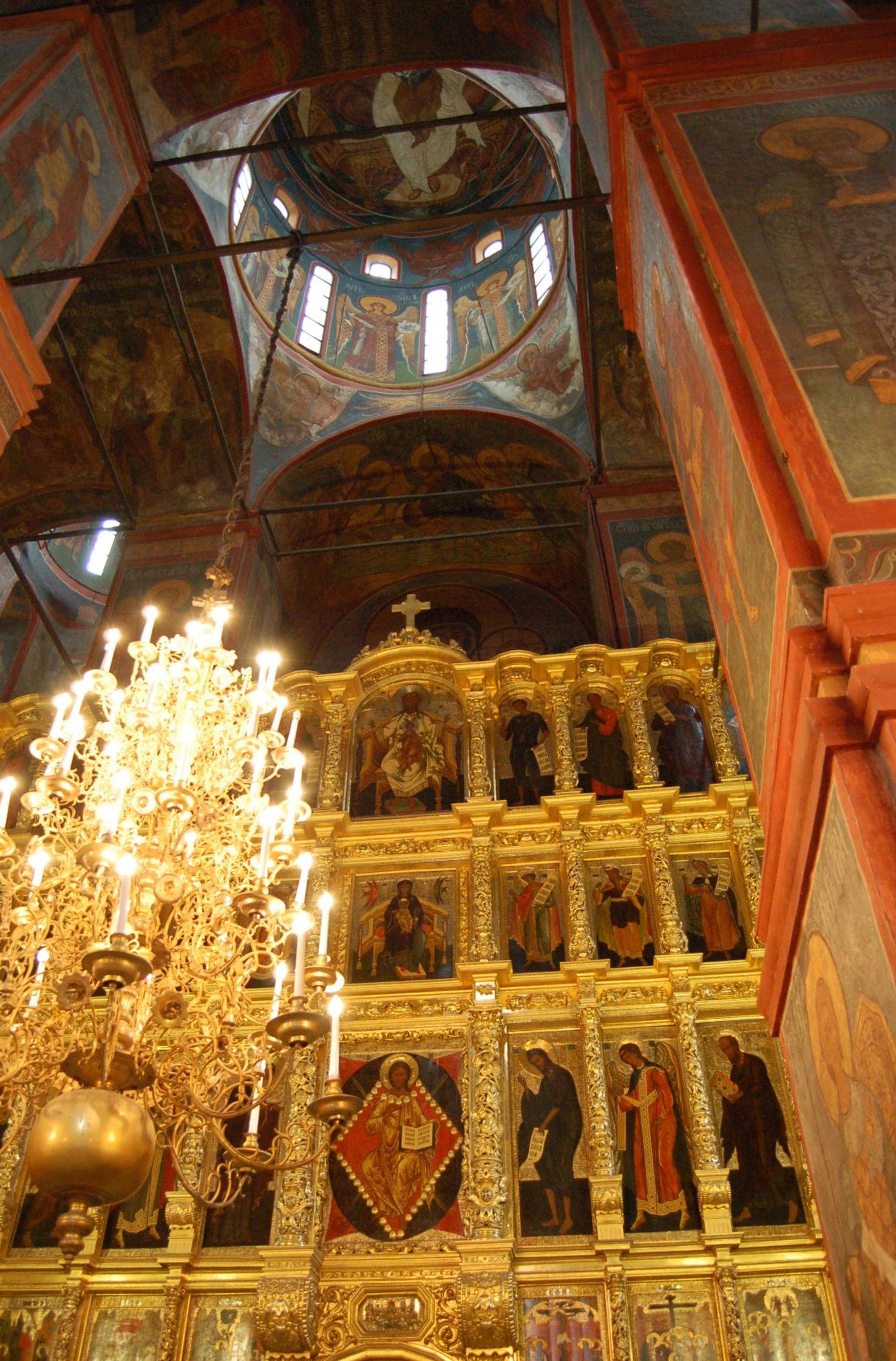
Ikonostas

## Architektura[2]

### Strona zewnętrzna
Cerkiew prezentuje styl staroruski. Posiada 5 kopuł zwieńczonych krzyżami, jedna złota symbolizuje Jezusa Chrystusa, a cztery srebrne – 4 ewangelistów (Mateusza, Marka, Łukasza i Jana). Ściany są koloru białego (symbol światłości).

### Wnętrze
Wewnątrz znajduje się okazały 5-rzędowy złocony ikonostas. Ściany są bogato zdobione freskami.